# 依巴谷卫星
依巴谷卫星（HIgh Precision PARallax COllecting Satellite，缩写为 ），全称为高精度視差採集衛星，中文按照縮寫音譯為依巴谷衛星。是歐洲太空總署发射的一颗科學天体测量卫星，用以測量恆星視差和自行。
依巴谷卫星於1989年8月8日由亞利安4號火箭運載升空。它本應於地球同步軌道上運作，但因助推火箭失效，衛星只到達近地點507千米、遠地點35,888千米的狹長橢圓軌道。儘管如此，它仍能完成85%的原任務目標。與該衛星的通訊於1993年8月15日中止。
整個計劃分「依巴谷實驗」和「第谷實驗」兩部分。前者目標是測量120,000顆恆星的五個天文測量參數，精度達2至4毫角秒；後者目標是測量另外400,000顆恆星的天文測量參數及B-V色指數，但位置精度稍遜（20─30毫角秒）。
1996年8月，依巴谷星表和第谷星表正式完成，並於1997年6月由歐洲太空總署出版。這兩個星表的資料用來編製千禧年星圖，包含全天百萬餘顆暗至11等的恆星，以及一萬餘個非恆星天體。
曾有人指出依巴谷卫星的測量數據中，至少在某些天區有大約1毫角秒的系統誤差。利用依巴谷卫星數據所推算的昴星團距離，比採用其他量天方法得出的距離要短10%。直至2004年，這爭論還未有結果。